# هيذر بانسلي
هيذر بانسلي هي لاعبة كرة طائرة شاطئية كندية ولدت في 13 سبتمبر 1987.